# تازه‌کند خوشه‌مهر
تازه‌کند قره قشون یکی از روستاهای استان آذربایجان شرقی است که در دهستان بناجوی شرقی بخش مرکزی شهرستان بناب واقع شده‌است.این روستا ۱۲۱۶ نفر جمعیت دارد.